# Division I 1957-1958 (pallacanestro maschile)
La Division I 1957-1958 è stata la 26ª edizione del massimo campionato belga di pallacanestro maschile. La vittoria finale è stata ad appannaggio del Royal IV.

## Risultati

### Stagione regolare
|     | Squadra              | G  | V  | N | P  | PF | PS | Pt. | Qualificazione |
| --- | -------------------- | -- | -- | - | -- | -- | -- | --- | -------------- |
| 1.  | Royal IV             | 22 | 20 | 2 | 0  |    |    | 40  |                |
| 2.  | Antwerpse            | 22 | 14 | 2 | 6  |    |    | 30  |                |
| 3.  | Zaziko Anversa       | 22 | 14 | 1 | 7  |    |    | 29  |                |
| 4.  | Royal Fresh Air      | 22 | 11 | 2 | 9  |    |    | 24  |                |
| 5.  | Amicale Sportive     | 22 | 11 | 1 | 10 |    |    | 23  |                |
| 6.  | Racing Bruxelles     | 22 | 10 | 3 | 9  |    |    | 23  |                |
| 7.  | Rubo Niel Anversa    | 22 | 11 | 0 | 11 |    |    | 22  |                |
| 8.  | Union Saint-Gilloise | 22 | 8  | 3 | 11 |    |    | 19  |                |
| 9.  | Semailles            | 22 | 9  | 0 | 13 |    |    | 18  |                |
| 10. | Pinguins Anversa     | 22 | 8  | 2 | 12 |    |    | 18  |                |
| 11. | Hellas Gent          | 22 | 6  | 0 | 16 |    |    | 12  | retrocesse     |
| 12. | Bavi Vilvoorde       | 22 | 3  | 0 | 19 |    |    | 6   | retrocesse     |

| Division I 1957-1958 |
| -------------------- |
| Royal IV 7º titolo   |